# Valerio Cassani
Valerio Cassani (28. únor 1922 Jerago con Orago, Italské království – 23. únor 1995 Varese, Itálie) byl italský fotbalový záložník.
Celkem pět sezon odehrál v nejvyšší lize, a to ve čtyřech klubech. Největším klubovým úspěchem bylo vítězství ve druhé lize v sezoně 1952/53 v dresu Janova. Kariéru zakončil v roce 1955 v Cavese
Za reprezentaci odehrál dvě utkání, a to na OH 1948.

## Úspěchy

### Klubové
- 1× vítěz 2. italské ligy (1952/53)

### Reprezentační
- 1× na OH (1948)